# Gagarin (oblast Smolensk)
Gagarin (Russisch: Гагарин) is een stad in de Russische oblast Smolensk. Het aantal inwoners ligt rond de 29.000. Gagarin is tevens het centrum van het gelijknamige bestuurlijke rayon. De stad ligt aan de rivier Gzjat, ongeveer 92 kilometer ten oostnoordoosten van Smolensk.
De stad werd gesticht als Gzjatsk (Гжатск) in 1718, waarna de status van stad in 1776 volgde. In 1968 werd de naam van de stad veranderd in Gagarin, vernoemd naar Joeri Gagarin, de eerste mens in de ruimte. Gagarin kwam uit het nabijgelegen dorpje Kloesjino.

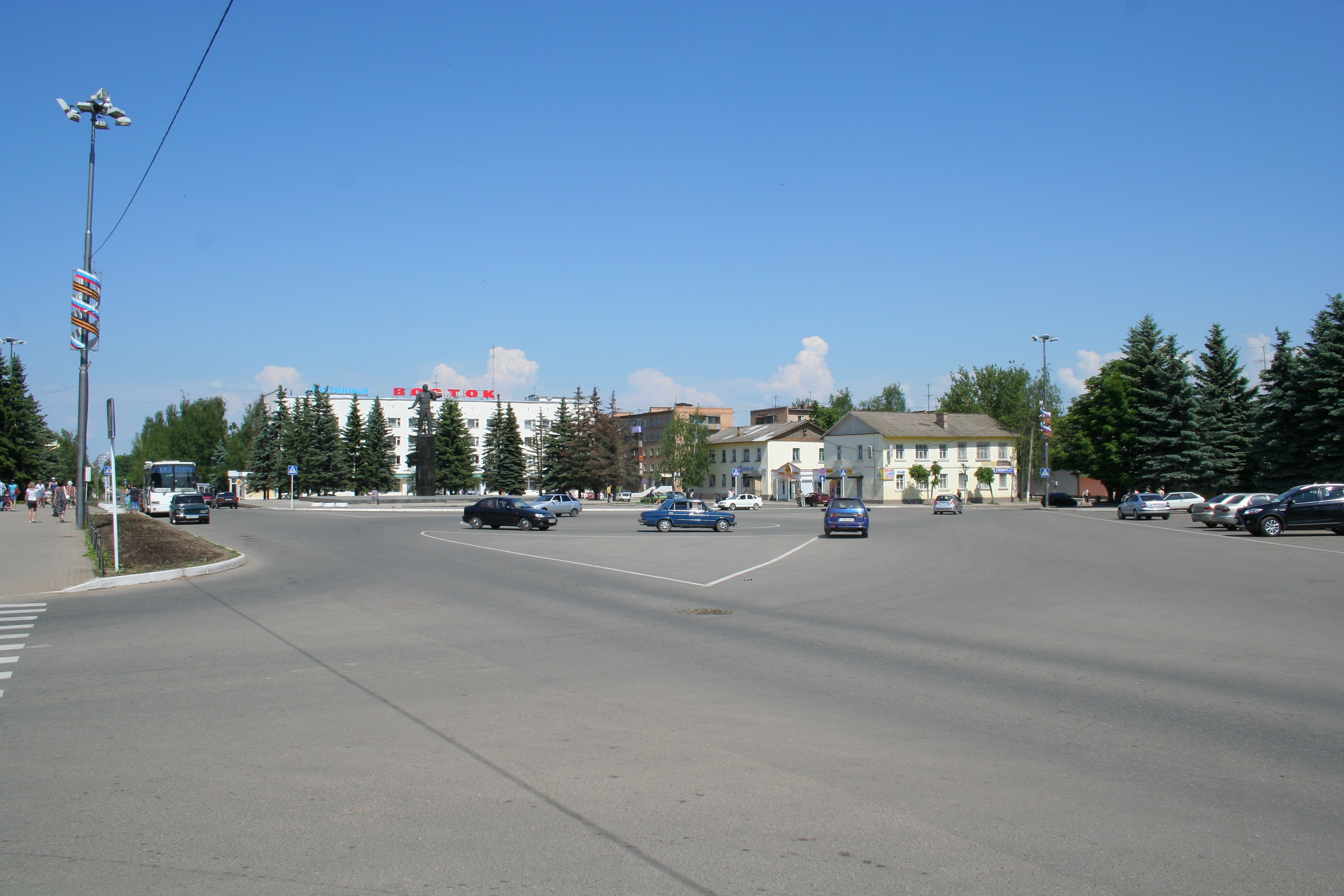
Gagarin - centraal plein

## Geboren
- Nikolaj Noskov - Russische zanger

Bestuurlijk centrum: Smolensk 

Demidov · Desnogorsk · Dorogoboezj · Doechovsjtsjina · Gagarin · Jartsevo · Jelnja · Potsjinok · Roslavl · Roednja · Safonovo · Sytsjovka · Velizj · Vjazma